# غابرييل ألونسو
غابرييل ألونسو (بالإسبانية: Gabriel Alonso Aristiaguirre)‏ (مواليد 9 نوفمبر 1923) هو لاعب كرة قدم. يلعب مع منتخب إسبانيا لكرة القدم. سبق له أن لعب في كأس العالم لكرة القدم مع منتخب بلاده.

## روابط خارجية
- غابرييل ألونسو على موقع الاتحاد الدولي (مؤرشف)  (الإنجليزية)
- غابرييل ألونسو على موقع قاعدة بيانات كرة القدم.إي يو (الإنجليزية)
- غابرييل ألونسو على موقع ناشيونال فوتبول تيمز (الإنجليزية)
- غابرييل ألونسو على موقع Soccerway.com (الإنجليزية)
- غابرييل ألونسو على موقع عالم كرة القدم.نت (الإنجليزية)